# Harold Franks
Harold Franks (ur. 2 października 1891 w Hackney, zm. w 1973 w Kent) – brytyjski bokser wagi półciężkiej, olimpijczyk.
W 1920 roku na Letnich Igrzyskach Olimpijskich w Antwerpii zdobył brązowy medal.